# Gerrit Hendrik Kuperus
Gerrit Hendrik Kuperus (Oldeberkoop, 6 december 1897 – Heerenveen, 25 maart 1976) was een Nederlands politicus. Hij was lid van de PvdA.

## Leven en werk
Kuperus begon zijn carrière als ambtenaar in Naaldwijk. In 1931 werd hij gemeentesecretaris van de gemeente Ooststellingwerf. Van 1937 tot 1944 en van 1945 tot 1946 was Kuperus burgemeester van de gemeente Het Bildt. In 1944 moest Kuperus met zijn gezin onderduiken. Zijn ambtswoning aan de Statenweg te Sint Annaparochie werd in 1944 in brand gestoken en brandde volledig af. Op deze plek staat nu het voormalige kantoor van de Friesland Bank. Na de oorlog keerde Kuperus terug als burgemeester. In 1946 verruilde hij Het Bildt voor de burgemeesterpost van de gemeente Heerenveen. Hier bleef hij tot zijn pensioen op 1 januari 1963.
Kuperus bekleedde bij de vereniging Beatrixoord diverse functies. Hij was jarenlang secretaris en daarna voorzitter van deze vereniging. Onder zijn bestuurlijke verantwoordelijkheid verhuisde het sanatorium van Appelscha naar Haren. Na het beëindigen van zijn bestuurlijke werkzaamheden voor Beatrixoord werd hij in 1972 benoemd tot erevoorzitter van deze vereniging. Kuperus was ook nauw betrokken bij het realiseren van een overdekte ijsbaan, het latere Thialf. Kuperus overleed in maart 1976 op 78-jarige leeftijd in het Tjongerschansziekenhuis te Heerenveen.